# 洪仲丘事件
洪仲丘事件，指2013年7月發生在中華民國陸軍的死亡案件－義務役士官洪仲丘原預定於2013年7月6日退伍，卻在7月4日死亡，由於死者生前疑似遭霸凌、虐待或其他軍事醜聞而引发社會舆论关注。中華民國國防部在2013年7月15日公布的行政調查報告（「陸軍六軍團湖口裝甲五四二旅洪仲丘下士禁閉室悔過期間死亡案」），指陸軍第六軍團指揮部及陸軍裝甲第五四二旅、陸軍機械化步兵第二六九旅都有違失，禁閉程序出現瑕疵。
洪仲丘於2013年6月底退伍前夕，因攜帶具備拍照功能之行動電話和MP3隨身碟進入軍營，被指控違反軍隊資訊安全保密規定，甚至有與衛哨人員發生爭執等情形。洪仲丘懲處案經士官獎懲評議委員會（士評會），函送桃園縣楊梅市（今桃園市楊梅區）機步二六九旅高山頂營區，實施禁閉室「悔過」處分。7月3日在室外溫度達紅旗警戒，洪員體重98公斤、身體質量指數過高时，禁閉單位仍執行操練，造成洪仲丘中暑、熱衰竭，引發彌散性血管內凝血而死。
此案涉及軍中人權，及軍事檢察署是否具專屬管轄權等新聞議題，引起臺灣社會高度關注，並促成「公民1985行動聯盟」的「公民教召運動」、「八月雪運動」等兩次抗議活動（合稱白衫軍運動），要求軍隊社會化，最後促成軍審法修法，在承平（非經總統宣戰）時期，將軍人審判從軍法體系之軍事法院部份移至司法體系普通法院。

## 背景
洪仲丘（1989年9月8日－2013年7月4日），臺灣臺中市后里區人。
洪仲丘分別就讀國立大甲高級中學、國立成功大學交通管理科學系，2012年大學畢業前以第二名考取國立成功大學交通管理研究所碩士班丙組，同時間也考上預備士官，因預備士官資格無法保留，故洪員決定保留學籍先行入伍，結訓後分發至新竹縣湖口鄉陸軍六軍團裝甲542旅的旅部連運輸排，為義務役下士班長，原預定於2013年7月6日退伍。

## 事件經過

### 禁閉（悔過）前
- 軍檢報告指稱，2013年5月6日，下士洪仲丘取得個人體能測驗（體測）成績單後，為爭取提早放假，將成績單影本塗改後重複影印，卻因成績單上有塗改痕跡而被揭發。然關於洪仲丘竄改成績單一節，並未提出任何證據。連上幹部原要將洪「法辦」，洪以退伍後打算考公務員，不願留下污點為由求情，連長徐信正接受求情，從輕發落，只處分洪仲丘「罰勤七日」，並未以偽造文書法辦。洪後來又提出，其「犯錯在先，自認無法為軍中弟兄表率，希望免除值星班長之勤務」，引發連長徐信正、上士范佐憲等人不滿，企圖將他送禁閉室，但因此理由不能關禁閉而作罷。[13]

- 軍檢報告指稱，6月23日，下士洪仲丘收假返營時，攜帶有照相功能之行動電話和MP3隨身碟[14][15]，違反資訊安全保密規定[4]，遭營區正門待命班衛兵查獲，當日高勤官為542旅旅長沈威志。當時旅部連副連長劉延俊為資訊安全主管，曾在晚點名時訓斥洪下士不該違反保安規定。[16][17][18]

- 軍檢報告指稱，6月25日，上士范佐憲邀連上士官，召開士官獎懲評議委員會（士評會），討論洪仲丘懲處案，一名簡姓上士認為洪某退伍在即，罰勤即可，范表示：「洪曾經偽造體能測驗成績，被罰勤七日，這次一定要送禁閉室悔過。」最後所有委員在不知士官於法規上是無法關禁閉的情況下一致同意將洪仲丘懲處，以六比零無異議，決議將洪仲丘送禁閉（悔過）七日處分。[19][20][21]

- 6月26日，洪仲丘在退伍前參加旅長沈威志主持的離營座談會（即「退伍榮團會」），在會中提出「民用車補充料件太慢，影響單位修補效率」、「官兵晚上19時收假，可否延長」、「軍中消防車的水可否清洗軍車」等管理問題，並私下向旅長反映「連上上士內務凌亂，卻要求他人內務」。旅長沈威志當場回答前三個問題，並於隔日前往542旅旅部連檢查士官內務，連上資深士官得知洪仲丘發言後不悅。洪母則指出，她兒子返家時常抱怨與長官的帶兵理念不合，洪仲丘曾當面嗆士官長「我就是瞧不起你這種做法」，她說兒子個性相當耿直，看到不公平的事，會仗義直言，沒想到兒子最大優點變成他致死因素。[22][17]

- 但有未具名同袍向媒體爆料：「軍方表示士評會在離營座談會之前就結束了，洪仲丘前段說詞是被刻意抹黑，洪的確向旅長表達類似建議，但非在座談會，而是私下單獨向旅長建言，而且主要是軍中車輛帳務核銷等問題。范佐憲會以手寫收據要核銷急用，以提領現金，遭洪下士質疑。部隊車輛外修金額新臺幣十萬元以下，有刻意規避採購法限制之疑慮，簽署最高層級只需副旅長簽核即可，但副旅長正好是下令禁閉洪下士的長官。」[23][24]

- 洪仲丘距退伍日只剩2天，體檢報告要7天才會出來，據傳洪仲丘曾告知連長徐信正：「你們根本關不到我。」徐信正將此言轉告542旅副旅長何江忠，要求幫忙。何江忠大怒，認為洪仲丘囂張跋扈，自恃退伍而不顧軍紀，於是出面施壓。何參與漢光演習兵棋推演時，向269旅副旅長黃天任上校洽詢禁閉室床位，當得知有床位後，立即通知徐信正，要徐趕快把公文完成。[25][26]何回營時，徐信正尚未完成禁閉公文，何怒罵：「如果不趕快把他（指洪仲丘）抓去關，我就抓你去關！」[27]但何於2013年8月23日的司法庭訊中，曾被法官問及是否說過此話時，何卻說依轉述人所說的時間點，當時他並不在營中，且可提出不在場證明，但在之後承認確實說過類似的話但只是開玩笑而已。[28]

- 6月27日上午旅部連指派警衛排排長尤鉅中尉，陪同洪仲丘到國軍新竹地區醫院（番號813醫院，俗稱新竹空軍醫院）體檢。[29][30]體檢完畢回部隊途中，洪仲丘自認退伍在即，體檢報告無法迅速製成，經五十嵐飲料店買飲料時，在排長尤鉅面前揉掉體檢收執聯，擲入該店伊甸基金會發票箱，與尤排長發生口角。[31]媒體引述未具名來源，指副旅長何江忠打電話至醫院要求體檢報告在一天內趕出來[32]，當日下午范佐憲與陳以人再至醫院，媒體因此根據未具名來源，猜測范佐憲買十二杯手搖飲料奉承醫院體檢人員[33]，以加快移送程序。[29]但軍檢表示並無賄賂行為，而媒體廣泛猜測范佐憲在營外有不法兼副業之事，與本案並無關聯。[34]當時體檢血液的紙本數據都在，但血液樣本只保留一天。軍醫瀆職問題直至今日尚未法辦，也無另外立法預防相關過失違法行為。[35][36]當天午後，洪發現可能被關禁閉後開始緊張，於等待體檢報告期間，曾以簡訊向旅長沈威志與政戰主任戴家有求助，除提及自己有輕微「幽閉空間恐懼症」，也向兩人質疑被懲處禁閉之合法性[37]；另外也打電話給母親表達心中恐懼，仍無法改變被送禁閉的決定。[38][39][40][41][42]

五四二旅憲兵官蔡忠銘、二六九旅憲兵官郭毓龍都曾力阻洪仲丘被送禁閉。蔡建言時，遭五四二旅高層幹部阻止、要求離開辦公室，洪送禁閉案隨即在深夜快速通過。郭毓龍發現洪仲丘體檢表及體位判定很多異常之處，尤其數值顯示洪的心臟有問題，也曾告知范佐憲洪的體能檢驗結果不能關，范卻回說上面有交代。 2014年1月21日269旅憲兵官郭毓龍，因為知道資通規定對士官不可以施以禁閉，且無人評會資料，在未經旅長楊方漢批示同意下，將陸軍下士洪仲丘、宋昀燊、葉鎮宇收禁閉室。洪家人向法官請求依法定罪。

### 禁閉（悔過）期間
- 6月28日10時許，洪仲丘被送至269旅位於桃園縣楊梅市的高山頂營區禁閉室禁閉（悔過）一週。[44]

- 7月1日洪下士與其他六名禁閉生進行徒手基本教練，洪員操作「蹲下」動作時不慎扭傷右腳，向戒護士反應，戒護士反問：「你的腳為甚麼會這樣子？」洪說「因為太胖了，」戒護士卻沒讓洪休息，反而下令「換腳」，要求繼續做，導致洪左腳也扭傷。洪下士身高172.5公分，國防部軍醫局局長張德明在立法院說明：「他入伍的時候，他的BMI值是28.9。[45]」，又身高172.5公分換算，體重約為86公斤，退伍前增至98公斤，BMI高達33[46]，依此BMI，於規定中是不能關禁閉，以免傷及身體。[44]中華民國衛生福利部表定BMI24至27為過重，27以上為肥胖。[47]
- 7月3日上午室外溫度過高，已達到「紅旗警戒（危險係數為41）[註 1][49]，進行體能訓練時，全體禁閉生被要求做高難度的伏地挺身，腳置板凳上、手放在地板上，呈現高低落差姿勢，手在胸口還要併攏為心型（俗稱「心型伏地挺身」）[50]。洪做了十幾下，腳撐不住，不斷從板凳跌倒，向戒護士陳毅勳反應，陳仍要求繼續做，洪於是再做了三十幾下，做操練途中洪要求喝水，第一次陳毅勳准予飲水，十分鐘後，洪請求再次飲水，陳毅勳以為洪在逃避體能操練，直接大罵洪員，且不讓洪員喝水。[47]

- 7月3日17時30分操課結束，正在盥洗準備開飯，洪員向戒護士李念祖反應小時候有氣喘，現在呼吸困難，洪邊喘氣、緊張且害怕地大聲說：「我差三天就退伍了，不會拿自己生命開玩笑！」戒護士卻找不到藥，洪雙手撐在餐桌旁，手腳都在發抖，接著從板凳上倒臥在地，全身抽搐，足有五到十分鐘。戒護士才從外面拿來氧氣鋼瓶讓洪吸取，果已無效。救護車趕至後將洪送往楊梅天成醫院急救。[47]

### 急救過程
- 7月3日，洪仲丘於下午6點後被送往楊梅天成集團之天晟醫院急救時[51]，已發燒至攝氏44度（人類正常體溫約為攝氏36至37度），昏迷指數4，急診室醫師診斷後決定轉送至臺北市三軍總醫院。[52] 三軍總醫院副院長兼中暑防治中心主任朱柏齡醫師表示，洪仲丘送到三總時，體溫高達攝氏44度，他執醫多年，處理中暑患者經驗甚豐，從未見過如此高溫患者。同時洪血壓非常低，收縮壓只有40毫米汞柱、舒張壓為20毫米汞柱，已有腦病變、肝衰竭、腎衰竭、心肌病變、急性呼吸窘迫症候群、橫紋肌溶解症、瀰散性血管內凝血症，全身多處器官出血達9,000毫升，且瞳孔放大、對光沒有反應，因此研判熱傷害中暑已有一段時間。[53]時任台大醫院創傷部主任柯文哲醫師表示，洪中暑情況太嚴重，體溫高達攝氏44度，引發多重器官衰竭、全身微血管管壁破壞，通透性（英语：vascular permeability）變高，血液不斷外流。洪在天成醫院時先被吊點滴輸液，到三軍總醫院後又被接上體外維生儀器葉克膜、以輸血推動血液循環，水分從洪的血管漏到全身，故洪仲丘不只腦水腫與肺水腫，根本是全身水腫，體重暴增13至15公斤，肺積滿血水達1,700毫升。柯文哲認為，洪如果不裝葉克膜，進三總活不到半小時就會死亡，但裝了實際上也難以挽救。[54]三軍總醫院副院長朱柏齡表示，當下為了挽救洪的生命、避免失血過多，立即使用葉克膜且輸血[55]。

- 7月4日上午5時，所有醫療動作皆無效，家屬因不忍洪仲丘痛苦，決定拔管，放棄急救。7時12分，洪宣告不治，死因為過度體能操練引發運動型中暑及低血鈉腦症導致多重器官衰竭死亡[44]，得年二十四歲。[56]

## 事件關係人
| 事件關係人                                          | 事件關係人         | 事件關係人 | 事件關係人  | 事件關係人                     | 事件關係人   | 事件關係人 |
| 單位                                                | 職位               | 姓名       | 階級        | 行政懲處                       | 身分         | 備註 |
| --------------------------------------------------- | ------------------ | ---------- | ----------- | ------------------------------ | ------------ | --- |
| 國防部陸軍司令部                                    | 司令               | 李翔宙     | 二級上將    | 建議 申誡一次                  |              | 曾任外交部駐丹麥王國大使 行政懲處需呈總統核定 |
| 國防部陸軍司令部                                    | 政戰主任           | 曾有福     | 中將        | 申誡一次                       |              | |
| 陸軍第六軍團指揮部                                  | 指揮官             | 陳泉官     | 中將        | 記過一次                       |              | |
| 陸軍第六軍團指揮部                                  | 政戰主任           | 簡士偉     | 少將        | 申誡一次                       |              | |
| 陸軍第六軍團指揮部                                  | 參謀長             | 楊海明     | 少將        | 申誡一次                       |              | 曾任國防部參謀本部中將副參謀總長 |
| 陸軍第六軍團指揮部                                  | 人事行政處處長     | 陳宏詩     | 上校        | 記過兩次                       |              | 現任陸軍司令部少將後勤處長 |
| 陸軍第六軍團指揮部                                  | 憲兵官             | 陳英彬     | 少校        | 記過兩次                       |              | |
| 陸軍第六軍團指揮部                                  | 士官督導長         | 韓正宏     | 士官長      | 申誡一次                       |              | 於案發後7年的搭乘UH-60黑鷹直升機失事，任內因公殉職 |
| 陸軍542旅旅部                                       | 旅長               | 沈威志     | 少將        | 記過兩次、 調離現職、 移法偵辦 | 被告（起訴） | 洪仲丘在被送往禁閉室前，曾傳5封求救簡訊給該旅政戰主任戴家有，卻不慎誤發給少將旅長沈威志。 7月28日改列被告，晚間裁定30萬元交保。 依共同對部屬施以法定種類以外之處罰，共同職權妨害自由等罪嫌起訴，從重量刑 |
| 陸軍542旅旅部                                       | 副旅長             | 何江忠     | 上校        | 大過一次、 調離現職、 移法偵辦 | 被告（起訴） | 疑似關說施壓心輔官，讓洪仲丘被禁閉，高等軍事檢察署以藉職權脅迫所屬加速辦理洪仲丘禁閉懲罰，向高等軍事法院聲押獲准。 依共同對部屬施以法定種類以外之處罰，共同職權妨害自由等罪嫌起訴，從重量刑 |
| 陸軍542旅旅部                                       | 政戰主任           | 戴家有     | 上校        | 記過一次、 調離現職            |              | 7月29日降調改任陸軍第十軍團組長。 |
| 陸軍542旅旅部                                       | 參謀主任           | 張治偉     | 上校        | 記過兩次、 調離現職            |              | |
| 陸軍542旅旅部                                       | 人事行政科科長     | 何永欽     | 中校        | 大過一次                       |              | |
| 陸軍542旅旅部                                       | 憲兵官             | 蔡忠銘     | 中尉        | 大過一次                       |              | |
| 陸軍542旅旅部連                                     | 連長               | 徐信正     | 少校        | 大過一次、 調離現職、 移法偵辦 | 被告（起訴） | 涉嫌職權妨害自由、對部屬施以法定種類以外之懲罰，有勾串證人之虞，高等軍事法院已裁准羈押。 有報導指稱徐信正為人較為軟弱，可受到部屬上士范佐憲與上司副旅長何江忠影響，而將洪仲丘關禁閉。 依共同對部屬施以法定種類以外之處罰，共同職權妨害自由等罪嫌起訴，從重量刑 |
| 陸軍542旅旅部連                                     | 副連長             | 劉延俊     | 中尉        | 大過一次、 調離現職            | 被告（起訴） | 於六月剛到職，他知道洪仲丘違規攜帶手機後，立即致電副旅長何江忠報告此事，說洪即將退伍，旅部連無法將他關禁閉，因此副旅長何江忠才有後續處置作為。他並於洪仲丘關禁閉後公開向隊上弟兄說「如果可以關30天，我不會只關他15天；如果可以關14天，我不會只關他7天；我會用最重最重的懲處處罰他」。7月22日軍高檢聲請羈押，7月23日遭軍高院駁回。。 依共同對部屬施以法定種類以外之處罰，共同職權妨害自由等罪嫌起訴，從重量刑 |
| 陸軍542旅旅部連                                     | 輔導長             | 吳翼竹     | 上尉        | 大過一次、 調離現職            |              | |
| 陸軍542旅旅部連                                     |                    | 陳以人     | 三等 士官長 | 記過兩次、 調離現職、 移法偵辦 | 被告（起訴） | 涉嫌職權妨害自由，於7月23日由證人身分轉為被告，7月24日凌晨裁定20萬元交保。 依共同對部屬施以法定種類以外之處罰，共同職權妨害自由等罪嫌起訴，從重量刑 |
| 陸軍542旅旅部連                                     | 代理連士官督導長   | 范佐憲     | 上士        | 大過一次、 調離現職、 移法偵辦 | 被告（起訴） | 疑似考試作弊，以至於階級停留於上士，升不上士官長，於洪仲丘頭七法會痛哭流涕，並下跪道歉，甚至朝遺體說「仲丘和我最麻吉，我最照顧仲丘」，中天新聞記者拍到兩次眼神瞄向鏡頭，因此被媒體形容是「鬼眼」。6月27日疑似購買12杯飲品籠絡813醫院體檢人員，7月18日遭高軍檢聲請羈押獲准。而名嘴張友驊則在政論節目中多次爆料范是「運動簽賭網站的大組頭，經營地下錢莊、在營區附近開設提供半套、全套性服務的色情護膚店甚至盜賣軍品」，各大媒體也相繼跟風報導；但最後桃檢桃園地檢署清查范佐憲的交往及親人帳戶指出，范不像外界傳聞那麼有錢，其實「還滿窮的」，而各大媒體、名嘴以及爆料者至今仍未為這些錯誤爆料做出任何更正或道歉。 依共同對部屬施以法定種類以外之處罰，共同職權妨害自由等罪嫌起訴，從重量刑 |
| 陸軍269旅旅部                                       | 旅長               | 楊方漢     | 少將        | 記過兩次、 調離現職            |              | 7月25日調任陸軍司令部委員。 |
| 陸軍269旅旅部                                       | 副旅長             | 黃天任     | 上校        | 申誡兩次                       |              | |
| 陸軍269旅旅部                                       | 政戰主任           | 陳毅銘     | 上校        | 記過一次、 調離現職            | 被告         | 疑似下令要機房阿兵哥「處理」關禁閉室的關鍵30分鐘影帶。7月20日，被控湮滅錄影證據，函送桃園地檢署以他字案分案偵辦。 7月25日調任陸軍司令部後勤指揮部組長。 |
| 陸軍269旅旅部                                       | 參謀主任           | 黃文啟     | 上校        | 記過一次                       |              | |
| 陸軍269旅旅部                                       | 作戰科科長         | 許恭綸     | 中校        | 記過一次                       |              | |
| 陸軍269旅旅部                                       | 代理人事行政科科長 | 戴子偉     | 少校        | 記過兩次                       |              | |
| 陸軍269旅旅部                                       | 醫政官             | 蔡佩芹     | 上尉        | 申誡兩次                       |              | |
| 陸軍269旅旅部                                       | 作戰訓練官         | 蔡維浩     | 中尉        | 記過一次                       |              | |
| 陸軍269旅旅部                                       | 憲兵官             | 郭毓龍     | 中尉        | 記過兩次                       | 被告（起訴） | 負責管理禁閉室，違法「先禁閉、再補件」，讓包括洪仲丘在內至少三人在未被批准時便送入禁閉室。 依公務員假借職務上之權力，以其他非法方法，剝奪人之行動自由罪嫌起訴 |
| 陸軍269旅衛生連                                     | 連長               | 夏自強     | 上尉        | 申誡兩次                       |              | |
| 陸軍269旅衛生連                                     | 前任醫官           | 呂孟穎     | 義務役少尉  | 移法偵辦                       |              | 已退伍，當時替洪仲丘急救卻被軍檢署列為被告 |
| 陸軍269旅禁閉室                                     | 室長               | 蕭志明     | 上士        | 大過一次、 調離現職、 移法偵辦 | 被告（起訴） | 依業務過失致死罪嫌起訴 |
| 陸軍269旅禁閉室                                     | 副室長             | 羅濟元     | 中士        | 大過一次、 調離現職、 移法偵辦 | 被告（起訴） | 依業務過失致死罪嫌起訴 |
| 陸軍269旅禁閉室                                     | 副室長             | 宋浩群     | 中士        | 99                             | 被告（起訴） | 依業務過失致死罪嫌起訴 |
| 陸軍269旅禁閉室                                     | 戒護士             | 陳嘉祥     | 中士        | 記過一次、 調離現職、 移法偵辦 | 被告（起訴） | 納編自軍團所屬53工兵群 依業務過失致死罪嫌起訴，7月1日凌虐林姓禁閉生，另依上官藉勢凌虐軍人罪嫌起訴，從重量刑 |
| 陸軍269旅禁閉室                                     | 戒護士             | 陳毅勳     | 中士        | 記過一次、 移送偵辦            | 被告（起訴） | 納編自軍團所屬蘭陽指揮部本部連 於7月3日下午05:00之前負責操練洪仲丘。 北部地方軍事法院檢察署以涉凌虐洪仲丘致死，並有勾串共犯或證人之虞向北部地方軍事法院聲押。 於7月19日晚間被裁定收押 依上官藉勢凌虐軍人致死罪嫌起訴，從重量刑 |
| 陸軍269旅禁閉室                                     | 戒護士             | 李侑政     | 下士        | 記過一次、 調離現職、 移法偵辦 | 被告（起訴） | 納編自軍團所屬542旅 依業務過失致死罪嫌起訴 |
| 陸軍269旅禁閉室                                     | 戒護士             | 黃冠鈞     | 下士        | 記過一次、 調離現職、 移法偵辦 | 被告（起訴） | 納編自軍團所屬584旅 依業務過失致死罪嫌起訴 |
| 陸軍269旅禁閉室                                     | 戒護士             | 李念祖     | 下士        | 大過一次、 調離現職、 移法偵辦 | 被告（起訴） | 納編自軍團所屬584旅 於7月3日下午05:00之後接班操練洪仲丘。調查證實，李念祖還腳踩洪仲丘已受傷的腳強迫他做仰臥起坐。已於7月23日由證人身分轉為被告，5萬元交保 依業務過失致死罪嫌起訴 |
| 陸軍269旅禁閉室                                     | 戒護士             | 侯孟南     | 下士        | 99                             | 被告（起訴） | 納編自軍團所屬584旅 依業務過失致死罪嫌起訴 |
| 陸軍269旅禁閉室                                     | 戒護士             | 黃聖筌     | 中士        | 99                             | 被告（起訴） | 納編自軍團所屬53工兵群 依業務過失致死罪嫌起訴 |
| 陸軍269旅禁閉室                                     | 戒護士             | 張豐政     | 中士        | 99                             | 被告（起訴） | 納編自軍團所屬73資電群 依業務過失致死罪嫌起訴 |
| 備註：269旅禁閉室管理人員由六軍團採任務編組方式編成 |                    |            |             |                                |              | |

## 偵辦過程
- 2013年7月4日，在洪仲丘家屬出面控訴下，新聞媒體於下午披露此事件[80]，542旅之未具名同袍也紛紛向媒體爆內幕，各方輿論開始抨擊軍方，並串聯聲援洪仲丘家屬[81][82]。外界質疑士官懲罰[83]中並無「禁閉」一項[註 2]，懷疑洪仲丘下士遭到刻意凌虐。國防部澄清，洪下士並非被禁閉，而是因為士官的悔過處分同樣是在禁閉室內執行。[84]但根據陸海空軍懲罰法第16條規定的「悔過：於悔過室內行之，除作戰訓練及差勤外，不得外出，其期間為一日以上、三十日以下。」[85]

### 國防部長高華柱請辭獲准及懲處名單
- 2013年7月9日，國防部公布行政調查結果，承認此案件確有諸多缺失，有「處分程序不夠周延」、「禁閉室管理欠當」、「課表流於形式」、「戒護管理人員訓練不足」、「體能訓練強度不符規定」、「陸軍司令部督管不周」及「國軍資通安全」等嚴重違失情形，但不這樣做有失黃埔精神。[42][86][87]

- 7月10日，陸軍司令部下午召開人評會，542旅旅長沈威志少將、副旅長何江宗上校調離現職；沈威志改調任陸軍司令部計畫處長，再通過轉任文官考試，將退伍轉任國防部文官[88]。542旅長空缺後由北辰接任；管理禁閉室的269旅旅長楊方漢少將及陸軍第六軍團指揮部指揮官陳泉官中將，也都因督導不周，分別被處申誡到記過等懲處 [89]。269旅旅長楊方漢少將，後調任陸軍司令部委員，旅長空缺由廖建興接任。

- 7月11日，由參謀總長嚴明上將主持之懲處建議聯審會裁定，包含陸軍司令李翔宙上將等26員各予申誡一次至大過一次處分，其中12員移送軍檢偵辦[90][91][92]。然而該懲處與可能涉及的陸海空軍刑法第44條（凌虐部屬罪）相去甚遠[93]，民眾紛紛表示不平[41]，並質疑許多應負責任之軍、士官並未被懲處，因此國防部在7月15日發表了第二波懲處名單[94]。

- 7月25日、7月29日，國防部除發表懲處名單，也分別於發表了檢討調動名單：陸軍機步269旅旅長楊方漢少將調任陸軍司令部委員(旅長遺缺由廖建興接任)、政戰主任陳毅銘上校調任陸軍司令部後勤指揮部組長[95]，以及陸軍第六軍團裝甲542旅政戰主任戴家有上校調任陸軍第十軍團組長[96]。

- 7月29日，行政院宣佈國防部長高華柱請辭獲准，由軍政副部長楊念祖接任。[97]然而楊念祖隨即因著作抄襲爭議於8月6日請辭，由參謀總長嚴明接任部長。楊僅在職六天，成為中華民國史上任期最短的國防部長。[98]

1. 陸軍司令部司令李翔宙二級上將，建議申誡乙次（呈總統核定[57]）。
2. 陸軍司令部政戰主任曾有福中將，申誡乙次。
3. 陸軍六軍團指揮官陳泉官中將，記過乙次。
4. 陸軍六軍團參謀長楊海明少將，申誡乙次。
5. 陸軍六軍團政戰主任簡士偉少將，申誡乙次。
6. 陸軍六軍團人事行政處處長陳宏詩上校，記過兩次。
7. 陸軍機步269旅旅長楊方漢少將，記過兩次。
8. 陸軍機步269旅參謀主任黃文啟上校，記過乙次。
9. 陸軍機步269旅政戰主任陳毅銘上校，記過乙次。
10. 陸軍機步269旅代理人事行政科長戴子偉少校，記過兩次。
11. 陸軍機步269旅憲兵官郭毓龍中尉，記過兩次。（269旅，唯一被移送法辦之軍官）
12. 陸軍裝甲542旅政戰主任戴家有上校，記過乙次。
13. 陸軍裝甲542旅人事行政科科長何永欽中校，大過乙次。
14. 陸軍裝甲542旅憲兵官蔡忠銘中尉，大過乙次，調往馬祖。（542旅，唯一阻止洪仲丘關禁閉之軍官）
15. 陸軍機步269旅蕭志明上士，大過乙次，調離現職、移法偵辦。
16. 陸軍機步269旅羅濟元中士，大過乙次，調離現職、移法偵辦。
17. 陸軍裝甲584旅李念祖下士，大過乙次，調離現職、移法偵辦。（7月23日下午裁定5萬元交保）
18. 陸軍53工兵群陳嘉祥中士，記過乙次，調離現職、移法偵辦。
19. 陸軍裝甲584旅黃冠鈞下士，記過乙次，調離現職、移法偵辦。
20. 陸軍裝甲542旅李侑政下士，記過乙次，調離現職、移法偵辦。
21. 陸軍裝甲542旅旅長沈威志少將，記過兩次，調離現職、移法偵辦。（7月28日下午裁定30萬元交保）
22. 陸軍裝甲542旅副旅長何江忠上校，大過乙次，調離現職、移法偵辦。（7月16日上午高等軍事法院裁定羈押）（8月1日晚間裁定30萬元交保）（8月24日晚間桃園地方法院裁定羈押）
23. 陸軍裝甲542旅旅部連連長徐信正少校，大過乙次，調離現職、移法偵辦。（7月18日下午高等軍事法院裁定羈押））（8月1日晚間裁定25萬元交保）（8月24日晚間桃園地方法院裁定羈押）
24. 陸軍裝甲542旅旅部連范佐憲上士，大過乙次，調離現職、移法偵辦。（7月18日下午北部地方軍事法院裁定羈押））（8月1日晚間裁定20萬元交保）（8月24日晚間桃園地方法院裁定羈押）
25. 陸軍裝甲542旅參謀主任張治偉上校，記過兩次，調離現職。
26. 陸軍裝甲542旅旅部連陳以人三等士官長，記過兩次，調離現職、移法偵辦。（7月24日凌晨裁定20萬元交保）
27. 陸軍機步269旅衛生連前醫官呂孟穎少尉，移法偵辦。（義務役預官，已退伍）

1. 陸軍六軍團指揮部士官督導長韓正宏士官長，申誡乙次。
2. 陸軍六軍團指揮部憲兵官陳英彬少校，記過兩次。
3. 陸軍機步269旅副旅長黃天任上校，申誡兩次。
4. 陸軍機步269旅旅部醫政官蔡佩芹上尉，申誡兩次。
5. 陸軍機步269旅旅部科長許恭綸中校，記過乙次。
6. 陸軍機步269旅旅部作戰訓練官蔡維浩中尉，記過乙次。
7. 陸軍機步269旅衛生連連長夏自強上尉，申誡兩次。
8. 陸軍蘭陽指揮部本部連班長陳毅勳中士（支援機步269旅禁閉室），記過一次，移法偵辦。（7月19日北部地方軍事法院裁定羈押））（8月1日晚間裁定15萬元交保）
9. 陸軍裝甲542旅旅部連副連長劉延俊上尉，大過乙次，調離現職。（7月23日聲押駁回））
10. 陸軍裝甲542旅旅部連輔導長吳翼竹上尉，大過乙次，調離現職

1. 陸軍機步269旅旅長楊方漢少將調任陸軍司令部委員
2. 陸軍機步269旅政戰主任陳毅銘上校調任陸軍司令部後勤指揮部組長
3. 陸軍裝甲542旅政戰主任戴家有上校調任陸軍十軍團組長
4. 國防部長高華柱請辭獲准

### 法醫解剖
2013年7月15日8時30分，內政部警政署刑事警察局法醫室前主任石台平和高等法院臺中分院檢察署特約法醫師高大成於台中殯儀館共同操刀解剖驗屍，以釐清是否遭不當管教，甚至凌虐致死。此外家屬因不信任軍方體系的公正性，要求地檢署能夠接手偵辦，以儘速還原真相，避免官官相護。當日驗屍完成後高大成醫師接受媒體訪問時表示，結果說明洪仲丘應是死於DIC（即瀰散性血管內凝血），已確定中暑原因所產生身體內鉀離子分離，破壞肌肉細胞組織，熱衰竭、橫紋肌溶解症致死。也表示遺體無外傷，排除被毆打的可能性。高大成又說，洪仲丘不可能自己中暑，軍方不能只以中暑結案，必須調查是誰害之中暑，為何不給予洪仲丘喝水。
高大成經家屬同意，請臺大醫院創傷部主任柯文哲醫師參與閱讀報告，柯表示，點滴加上輸血、葉克膜，導致水份、血液從血管滲透出來，讓洪仲丘全身都水腫。高大成在「新聞龍捲風」節目中推翻之前提出的「中暑、熱衰竭及橫紋肌溶解症」的說法，改口稱洪仲丘死因「不排除灌水的可能」 高大成說，一般中暑的病患因體內水分與鹽分流失，鈉離子應偏高，但洪仲丘到天成醫院時，檢驗報告鈉離子卻異常的低，這與爆料網友指出被狂操後又被迫大量灌水，且未適時補充鹽片狀況吻合。高大成說，當過兵的人都知道，軍中都會在飲水機旁提供鹽片，就是怕阿兵哥在激烈運動後，大量補充水分，造成鈉離子偏低，因而在補充水分時同時補充鹽片。曾檢視洪仲丘病歷的台大醫院創傷醫學部主任柯文哲則說，以洪仲丘到院急救時的生理現象回推，確實無法排除這個可能性，但事實如何，還需要更確切的人證。但之後高大成再次上談話節目時，說法又改為洪仲丘「被淹死」。高在提到驗屍時，洪仲丘的肺因為積了血水，重達一千七百公克，是正常的兩倍多，而且丟到水裡，全部都下沉，表示肺裡面根本沒空氣。主持人問是否是完全活生生在陸地上被淹死？高回應說：「對對對，就是這樣。」。起初，軍方開立的臨時死亡證明宣稱死因為「意外」。7月26日，洪仲丘解剖鑑定報告出爐，法醫石台平認為死因是「他為」，並非軍方認定的「意外」。石台平表示，「他為」就是「他殺」（homicide），石台平當初選擇用「他為」這個柔軟的字眼，是為了避免刺激家屬，思考多日後才採用「他為」，石台平並強調，「他為」就是有第三者介入，得為洪仲丘的死負責。

### 軍事檢察署偵辦
- 7月15日，最高軍事檢察署檢察長曹金生少將說明偵辦進度時坦言，洪下士被送入「禁閉」，有高階軍官施壓，然而媒體進一步詢問身分時曹金生表示現在正在訊問階段，基於偵查不公開之原則，無法對外說明。[107]軍事檢察官認為542旅副旅長上校何江忠，藉職務權力，脅迫所屬加速辦理洪下士「悔過」懲罰事宜，涉犯刑法「職權妨害自由」、「職權強制」及陸海空軍刑法「對部屬施以法定種類以外之懲罰」等罪嫌，將其聲請羈押，高等軍事法院於7月16日將何江忠收押於桃園縣八德市軍事看守所。542旅旅部連連長徐信正少校、542旅旅部連范佐憲上士、支援298旅禁閉室陳毅勳中士皆被收押。[108][109][110]

- 7月20日，曹金生對禁閉室的監視器於7月1日的80分鐘畫面（連輔導長吳翼竹和上士范佐憲曾於當日前往禁閉室「關心」洪仲丘），還原後十六支監視器完全沒畫面[111][112]，僅六度強調「完全沒有畫面」，並未對為何沒有畫面提出合理解釋[113]。

### 桃園地檢署介入偵辦
最初，桃檢懷疑重大貪瀆殺洪仲丘滅口，但最後調查後發現監視器畫面，並未被人為刪除，因而結案。

#### 監視器影片
- 7月19日下午，軍方就洪家控告陳毅銘湮滅證據、疑似下令將洪仲丘禁閉關鍵監視影帶銷毀一案，函送桃園地檢署。桃園地檢署由主任檢察官王以文，以及檢察官林邵燁進行偵辦[115]。

- 7月21日，檢察官初判「監視器有在錄影，但錄得畫面全是黑的，只偶爾有些殘影」，推測偶有殘影出現，是因遮蔽監視器的黑布被風揚起所致，但還要請專家確認。[116]

- 7月22日，洪仲丘舅舅及其姊至軍檢署查看監視畫面[117]，結果發現根本沒有畫面[118]，決定於7月23日早上和委任律師顧立雄桃園地檢署遞狀要求介入調查。[119] 7月22日多名立委到269旅禁閉室實地勘查[120]，民進黨立委陳亭妃表示，洪仲丘在安官桌旁倒下的30分鐘關鍵畫面消失，但安官桌所在的安官室明明有兩支監視器，且受到安全官與戰情官的監看，現場也沒有死角，她強烈懷疑「人為毀滅證據」，因此要求桃檢調查相關人士，追查畫面下落，同時也應將包括269旅政戰主任在內的關係人調離現職，否則證人可能無法說出真相；[121]民進黨立委黃偉哲則說洪仲丘住的禁閉室沒窗戶，又在高溫下操練，而禁閉室周遭雖共有9個錄影設備，但軍方竟不知道有哪幾台錄影機錄到黑畫面，且錄影設備皆採可手動移動式的。[122]

- 桃檢過濾269旅禁閉室監視器畫面，未發現有事後刪除畫面情況，經交叉比對和訊問軍方相關人後，檢方專案小組研判「人為故意刪除」畫面可能性不高，懷疑出現「有錄無影」黑畫面，可能與軍方疏於維修和監視器線路老舊有關，若進展順利就可結案。[123]洪姊姊強烈懷疑：「設備老舊不會只消失那80分鐘！」且遺失影像時，軍方的憲兵官、戰情官都未即時回報，未交代清楚。[124] 桃檢表示，老舊設備的黑畫面幾乎每月發生一、二十次，戰情及禁閉室習以為常，未呈報及紀錄。[125]

#### 大兵手記
- 2013年7月20日洪仲丘舅舅在三立電視臺《新臺灣加油》節目時表示為瞭解洪的心理狀態，他個人曾向軍檢索取洪仲丘的大兵手記，未料軍方竟以“不見了”之理由塘塞，未立即給他洪的大兵日記。但洪員舅舅在三立節目談話後，軍方隨即說找到，但近半年內容完全空白。23日曹金生對此表示洪仲丘的大兵手記完整，只是2012年12月15日之後洪仲丘就沒有再寫，認為是洪的連輔導長吳翼竹放水讓仲丘便宜行事，導致洪仲丘未依軍中規定寫作。[126]

## 軍檢偵結起訴

### 軍檢報告：起因，洪員犯眾怒
7月31日早上，軍事檢察署偵結起訴，由在場記者提問各軍官、士官之犯罪動機。軍事檢察官指出各軍官、士官之犯罪動機理由均不一致，並不如外界想像，而眾人皆對洪仲丘在軍中之作為有所不滿，才會爆發此案。
軍檢報告指稱，洪仲丘於2013年5月6日曾竄改個人體能測驗（體測）成績，以爭取提早放假。因成績單上有塗改痕跡而被發覺。連上幹部原本要將洪「法辦」，洪以退伍後打算考公務員，不願留下污點為由，向連長徐信正求情，於是徐信正決定從輕發落，只處分洪仲丘「罰勤七日」。但是洪後來又提出，其「退伍在即，希望免除值星班長之勤務」，此舉引發連長徐信正、上士范佐憲等人的不滿。
洪攜帶照相手機與MP3隨身聽遭查獲時，旅部連副連長劉延俊為資訊安全主管，接獲洪違規通報，怕因此受懲處；劉要求衛哨不要上報，卻來不及，劉遂於晚點名時，當眾斥責洪仲丘：「我如果可以關你30天，絕對不會關你15天，如果可以關你14天，絕對不會關你7天，我會以最重的懲罰來處罰你。」劉延俊找徐信正和范佐憲討論，三人決定要教訓洪仲丘，最後決定將洪仲丘送禁閉室悔過。
因洪仲丘將於7月6日退伍，代理士官督導長的范佐憲便火速湊足幹部，於6月25日召開「士官獎懲評議委員會」（士評會）由范佐憲擔任主席，范佐憲提議應對洪仲丘施以禁閉七日懲罰，部分委員以洪退伍在即，提議對洪施以較輕的罰勤或禁足懲罰，士官長陳以人則是平日與范佐憲交好，且陳以人擔任連上值星官時，洪仲丘常為其部下之值星班長，陳要求提早集合部隊，洪卻疑似為士兵謀福利，屢屢不願聽命，故陳對洪亦不滿，於是力挺范佐憲。一名簡姓委員認為「洪某退伍在即，罰勤即可。」陳以人表示「洪仲丘之前罰勤都罰不完，罰勤對他沒有用，要給他禁閉。」
委員反駁范、陳二人意見，並謂：「269旅禁閉室倘無空床位，亦無法執行洪員悔過懲罰」等語。范佐憲亦堅持禁閉處分，當場表示：「禁閉室空位問題，將請連長徐信正聯繫副旅長何江忠協處，另洪仲丘如受禁閉懲罰，即無法於退伍後報考公職。」，強勢主導士評會投票，全數委員只好同意洪應受禁閉7天懲罰。劉延俊身為單位副主官，之後未依規定繼續召開「人事評議委員會」，逕將士評會的會議紀錄於6月25日晚上8時許呈連長徐信正批核。
洪仲丘曾向徐信正表示，「體檢流程至少需要一個星期，自己就快要退伍了，應可免受禁閉悔過懲罰！」；徐信正等人向542旅副旅長何江忠尋求協助，何江忠大怒，出面施壓，加速處理洪仲丘懲罰案的相關流程，何江忠當時還曾斥責徐信正說：「旅部連！你們連上竟然有這麼囂張跋扈的人，說要退伍了關不到他，我已經協調好269旅副旅長，禁閉室有位置，趕快把程序完備，會議資料上呈旅部，明天早上把他送去禁閉室，你不關他，換我關你！」

洪仲丘於新竹市813醫院作完體檢後，返回湖口部隊途中，先到新竹縣竹北市中正東路50嵐飲料店買飲料。洪自認將要退伍，無法被關禁閉，再把體檢存根聯揉一揉丟進該店的伊甸基金會發票箱內，事後，高等軍事檢察署查扣發票箱，找出這張被洪仲丘丟掉的存根聯。

### 軍檢報告：一人涉凌虐，十七人涉行政過失
軍事檢察官認定，查無「有長官指示凌虐洪仲丘」之實據，禁閉室管理士陳毅勳的犯行純粹是出於自己的凌虐作為，被控凌虐部屬致死罪，其他十七人則涉行政過失，以共同職權妨害自由等罪起訴。

### 軍檢報告：洪員死因
過度體能操練引發洪員運動型中暑及低血鈉腦症導致多重器官衰竭死亡。禁閉室監視器影像未遭人為刪改。洪仲丘送天成醫院急診過程，無延遲。
四大可能：
1. 氣溫因素—死者禁閉期間天氣酷熱。
2. 環境因素—死者禁閉期間生活環境。
3. 生理因素—死者禁閉期間身心反應。
4. 物理因素—死者禁閉期間操練強度及密度。

### 軍檢起訴書爭議處
- 起訴書公佈之後，對此洪仲丘姊姊洪慈庸隔日一早對記者公布公布2項文件：
  1. 7月4日軍檢來檢驗大體時，所開的死亡證明記載死因「意外死」，並告知家屬要不要解剖看家屬意見。洪慈庸表示：「像這樣的事、檢方應該會極力的建議家屬來做解剖動作，而不是說，你要不要解剖隨便你，這個部分會讓我們後續覺得說，其實檢方一開始，就想把這事情趕快安撫下來，把它結案掉，所以才會用意外死來作為檢驗結果。」[133]
  2. 針對軍檢強調范佐憲、陳以人沒有買飲料賄絡813醫院護理人員，讓洪仲丘體檢報告可以當天拿到。對此洪慈庸對記者公布錄音檔，內容是家屬到軍檢第一次查閱影片時（7月4日），輔導長吳翼竹回答洪仲丘堂哥詢問「陳以人告知、要加快體檢表出來，有買飲料」。洪慈庸表示︰「家屬到現在沒辦法相信，我覺得不是不願意去相信，而是我們沒辦法相信這整件事情。」「社會大眾到現在都還有這種情緒出來，我們不是不講理，而是現在這個過程是這樣子，而不是他們很盡力在做……也不會對軍檢有任何期待。」此番發言。[134][135]曹金生隨即傳喚吳翼竹到案說明，吳翼竹解釋是指知道「簡訊有這件事」，而非陳以人親口告訴他「這件事」，但洪姊姊說弟弟的手機一直都在家屬這裡，反問他究竟是何時看到簡訊？[136]不過吳翼竹表示因洪仲丘傳給旅長沈威志的簡訊中，曾提到「我今日體檢我看到連上士官長拿著飲料過去813請體檢部門的人，我不知道是否因為這樣以致於我體檢報告如此迅速出爐」，才會在堂哥洪良宗提問「所以你認為陳以人士官長帶著飲料，去拜託體檢單位，加速體檢表結果出來，是為了要給仲丘禁閉？」回答：「對！」並非陳以人對他口述。 [137]
  3. 洪姊姊公布錄音檔後，曹金生脫口「我覺得我們被她（指洪姊姊）突襲啦！」，此言一出，社會嘩然，人民質疑軍檢辦案的誠意，亦質疑軍檢包庇自家人、與受害人對立。[138]洪姊姊反問，「我們是他的敵人嗎？」，並斥為「荒謬」。[139]
- 起訴內容表示，洪仲丘在7月3日下午5時33分反映不適，6時20分送到醫院。臺大醫學院教授柯文哲認為，中間只經過約50分鐘，體溫卻飆升到44度，「醫學上難以解釋，除非是丟到開水裡煮。」[140]
- 起訴書稱洪仲丘竄改體測報告，但未提及是哪一單位所辦之體測。此外，根據規定，若洪仲丘五月時可以參加體測，其體重最多為86公斤，而洪仲丘六月的體檢為98公斤。營養師表示，正常人難發生一個月增加13公斤的情形。
- 陸軍裝甲542旅憲兵官蔡忠銘中尉，並未在洪仲丘送禁閉公文上蓋章。傳出事件後遭國防部給予記大過乙次，調往馬祖，並遭軍檢另案起訴。蔡爸爸低調否認，強調蔡忠銘還在542旅。

### 被告交保
- 洪仲丘案四名被押被告於8月1日晚間以「不是重罪」理由，全部交保。家屬隔日一早對記者書說明，洪母泣訴，「把他們四個放回去是不是要讓他們回去串供、滅證？居然說他們不是重罪？我的小孩死了居然說不是重罪嗎？什麼才是重罪我真的不知道？對軍方軍檢非常失望！」[141]

### 桃檢偵結：湮滅證據部份，不起訴
軍檢偵結洪仲丘案後，桃園地檢署針對「關鍵影帶湮滅證據」部分宣告偵結，認定是設備老舊、插座掉落導致黑畫面，並無人為滅證，無人遭起訴。桃檢襄閱主任檢察官戴文亮在記者會中表示，4度勘查2部主機，共過濾1872個檔案，3840小時影片，當場還公布洪仲丘生前操練影片，影片中可以看到洪體力漸漸不支，最後身影是被擔架抬出急救。戴還詳細說明9號錄影監視器影像消失，是因為電力問題中斷，當時8號、10號、12號等鏡頭仍可以看到洪仲丘的身影，證明沒人蓄意破壞。高檢署表示，除非有新事實、新證據，本案才可以再告發。

### 桃檢偵結爭議處
民進黨立委陳亭妃質疑桃園地檢署的調查報告。她認為軍方6月24日才花新台幣54500元維修監視器主機、8號鏡頭才剛更換啟用，新設備不可能在7月1日會發生插頭脫落現象。而且採集到的指紋以及DNA，現在無法比對出來，因此強烈懷疑插座是被有心人士刻意拔除。陳亭妃再出示國防部資料，可以監看營區所有監視器的戰情室高勤官參謀主任黃文啟上校，在7月2日返回辦公室後，並未立即接獲回報信號異常，因此她懷疑桃園地檢署所說，因為要維修所以關掉電源情事。
媒體引述未具名監視器業者，認為安裝一次監視器通常可保用10年，因為依照安裝監視器的標準作業流程，就算不全面更換管線，也要定時檢查。除了前後端，還要查看中端有無破損，確保耐用度。消失的4個鏡頭，攝錄禁閉室操場的8號鏡頭於前一年2012年6月才採購，10號鏡頭於當年6月才採購，竟然會出問題，比起2004年4月採購的4、5、6、7號監視器還不耐用。

## 法院審判

### 桃園地方法院
立法院於同年8月13日火速通過軍事審判法修正案，第一條將軍審區分為戰時與非戰時，僅有戰時才適用軍審法；非戰時則回歸普通法院依刑事訴訟法審判。外界稱此為「洪仲丘條款」，使軍事案件得以普通法院審理。
故移審桃園地方法院後，經抽籤，由審判長鄭吉雄、勤股法官丁俞尹、陪席法官許菁樺組成合議庭負責審理。
2013年8月23日，范佐憲、何江忠、徐信正等三名被告，第三度開羈押庭。三人律師認為媒體多數爆料，經桃園地檢署調查後已查無實證，三人無羈押必要。桃園地方法院法官最後裁定，禁閉程序出現瑕疵，有偽造開會簽名單、彼此串證之可能，因此將三人收押，但並不禁見。
合議庭列出六大羈押理由：
1. 洪仲丘送禁閉僅有542旅旅部連士評會紀錄，且會議簽到簿與投票單筆跡不符，投票單又只有影本無正本，應有10張卻缺一張。
2. 洪仲丘死亡後，沈威志和何等3人有40、50通密集通聯，因此懷疑通聯內容有串證可能。
3. 洪仲丘出殯當天，沈及何等3人曾多次開會討論洪案，有串證事實。
4. 范佐憲事後要求參與士評會的同袍不要講會議內容，表示否則會害到很多人。
5. 范佐憲交保後，竟在深夜私自回542旅拿東西，有滅證之嫌。
6. 何江忠交保後，捨原來的手機不用，以妻子名義辦手機易付卡，有意規避監聽。

到2013年11月5日，合議庭認為旅長何江忠、連長徐信正、上士范佐憲已無串證之虞，裁定何江忠50萬、徐信正25萬、范佐憲40萬交保候傳，並且限制住居、限制離台。
2014年3月7日，桃園地院一審宣判，徐信正判處八個月有期徒刑，542旅旅長沈威志等另外12名被告3至6個月徒刑，另5人無罪。

### 臺灣高等法院（二審）
2014年8月25日四度開庭，洪仲丘父母表示，18名被告中，願意給當時負責禁閉洪仲丘的陸軍269旅10名士官機會（包括7月3日下午05:00接班操練洪仲丘的禁閉室下士戒護士李念祖），與他們談和解（原因是顧念他們與洪仲丘的年紀差不多，並未受過專業的教育訓練，不忍苛責他們，也不希望他們留下前科，因此願意與他們談和解事宜，至於和解條件與相關細節，則會交由律師處理，洪舅胡世和表示，在一審就打算給部分被告談和解的機會，但考量一審量刑過輕，讓他們無法接受，才會改變主意放棄和解、全部上訴）。和解不包括：涉嫌過度操練洪仲丘的269旅中士陳毅勳，從偵查到一審時都不說實話的269旅憲兵官郭毓龍以及542旅前旅長沈威志等8名軍士官（542旅士官長陳以人、542旅上士范佐憲、542旅副旅長何江忠、542旅少校連長徐信正、542旅上尉副連長劉延俊）。
2014年12月22日高院進行最後一次辯論，洪母當庭表示願選擇原諒放下，沈威志等所有被告都向洪家道歉，但都不認罪，認為無法預見洪仲丘會因操練而中暑死亡，禁閉室的管理士黃冠鈞、李侑政2人與洪家達成和解。
2015年2月9日，高等法院二審宣判（法官蘇素娥、鄭水銓、梁耀鑌），何江忠、徐信正、劉延俊、范佐憲、陳以人共同公務員假借職務上之權力私行拘禁，何江忠、徐信正各處有期徒刑三年；劉延俊、陳以人各處有期徒刑二年；范佐憲處有期徒刑二年八月。郭毓龍公務員假借職務上之權力私行拘禁，處有期徒刑三月；又公務員假借職務上之權力私行拘禁，處有期徒刑六月；應執行有期徒刑八月。蕭志明、陳毅勳、李念祖、宋浩群、羅濟元、陳嘉祥、黃聖筌、李侑政、黃冠鈞均從事業務之人，因業務上之過失致人於死，蕭志明、陳毅勳、李念祖各處有期徒刑六月；宋浩群、羅濟元各處有期徒刑五月；黃聖筌處有期徒刑四月；陳嘉祥、李侑政、黃冠鈞各處有期徒刑三月；以上有期徒刑，如易科罰金，均以新臺幣壹仟元折算壹日。陳嘉祥、李侑政、黃冠鈞均緩刑二年。沈威志無罪。

### 最高法院
本案經被告等上訴最高法院，2016年1月27日最高法院宣判 （页面存档备份，存于）（法官花滿堂、韓金秀、洪昌宏、蘇振堂、蔡國在），廢棄原二審判決中關於沈威志、何江忠、徐信正、劉延俊、范佐憲、陳以人、郭毓龍、羅濟元、陳毅勳之部分，發回台灣高等法院更審。其他部分（李念祖之上訴）駁回。

### 臺灣高等法院（更一審）
2017年6月28日，高等法院更一審宣判（法官謝靜慧、林婷立、陳美彤）：何江忠、徐信正、劉延俊、范佐憲、陳以人共同公務員假借職務上之權力，故意犯剝奪他人行動自由罪，何江忠、徐信正各處有期徒刑1年6月；劉延俊、陳以人各處有期徒刑1年；范佐憲處有期徒刑1年2月。均緩刑2年。陳毅勳犯業務過失致人於死罪，處有期徒刑4月，如易科罰金，以新臺幣壹仟元折算壹日。緩刑2年。沈威志、郭毓龍、羅濟元均無罪。

### 最高法院
2018年1月24日，最高法院（法官花滿堂、徐昌錦、蔡國在、鄧振球、林恆吉）駁回檢方上訴。陳毅勳犯業務過失致死罪，處有期徒刑4月並易科罰金12萬元，緩刑2年；時任旅長沈威志則無罪確定。

## 監察院彈劾
陸軍下士洪仲丘疑似遭虐死案，監察院2014年5月5日分別以9票贊成3票反對、8票贊成4票反對、9票贊成3票反對，通過彈劾前542旅旅長沈威志、前269旅旅長楊方漢與前542旅副旅長何江忠3名軍官。

## 爭議

### 國賠議題
2013年7月25日，自由時報報導軍方將提供一億元國賠，但國防部部長高華柱表示不了解有國賠事宜，陸軍司令部也澄清無此事情，且說明會於洪員告別式後協助家屬辦理撫卹事宜。洪姊則說國賠是拿納稅人的錢來賠，應該向加害人求償。
2014年6月24日，洪家提出附帶民事求償，共向十八名被告連帶求償慰撫金兩千三百八十二萬餘元，並同步向國防部申請國家賠償中。洪家律師顧立雄表示，申請國賠與附帶民事求償的金額，兩邊金額都是兩千三百八十二萬餘元。

### 旌忠狀爭議
8月3日，洪案受懲處之中華民國陸軍六軍團指揮官陳泉官中將穿西裝到洪家，代表馬英九總統遞給洪仲丘旌忠狀、陸光乙種獎章，並將洪由下士追贈為中士。且洪仲丘姊姊洪慈庸在受訪時表示：「其實這些形式的東西，我們不需要。」洪仲丘父親洪吉端說：「勉強接受！以後要收在倉庫，或是拿去資源回收也可以！」。但洪吉端亦表示，自己是有人性的，不會拒絕馬總統參加洪仲丘的喪事。
依據國軍作戰或因公亡故官兵安葬紀念表揚實施辦法第二十五條規定，亡故官兵，由國防部陳報行政院呈請總統頒給旌忠狀，以資表揚。而國防部一開始竟然發布新聞稿指出：亡故官兵，生前曾受政府頒給勳、獎章者，循例由單位申請頒給旌忠狀；其作業程序係分層負責，由陸軍司令部向後備指揮部提出申請，並經後備指揮部審認後核發，無須經過國防部長、行政院長及總統核定。
國民黨立委私下爆料，總統馬英九根本對頒發旌忠狀一事毫不知情，馬英九痛罵軍方「把洪案處理得亂七八糟，根本不受控制。」

## 各界反應

### 社會各界
- 2013年7月12日，國防部表示，部分電視「名嘴」發表不實言論，詆毀國軍，國防部深表遺憾與抗議，未來將不排除提出告訴，以正視聽。[173]張友驊得知後隨即按鈴申告國防部「涉嫌施虐」、「致人於死」及「偽造文書」，國防部長高華柱、參謀總長嚴明、陸軍司令李翔宙等人全上了榜。[174]

- 7月15日，最高軍事檢察署檢察長曹金生少將舉行記者會就洪仲丘的操課監視影像疑點進行說明。曹少將表示：洪下士操課期間二度舉手，是為了「仰臥起坐」，央請操課人員代為壓腿，並非求救。[175]此言一出，立刻遭到社會各界撻伐。[176][177][178][179]

- 7月16日，國防部長高華柱對於延燒不止的洪下士案，表示「我個人會負起政治責任，向國人表達我個人的歉意」，並向行政院長江宜樺請辭[180]，江揆回報總統馬英九後，馬已經表示慰留。作家九把刀則在臉書發言，認為高華柱既然有辭官的「霸氣」，一定要把案子查到底，而非以辭職止血收場。[181]中國廣播公司董事長趙少康也感嘆，早在20多年前，就有逃兵被送到明德管訓班，被不當體罰，導致活活電死的案例，趙少康時為立法委員，為此嚴厲質詢當時的國防部長郝柏村，郝當場向坐在旁聽席上的家屬道歉，以軍法嚴辦這些幹部。趙少康直言國防部長高華柱日前請辭時，總統馬英九應該立刻同意才是。[182]臺灣大學醫學院附設醫院創傷醫學部主任柯文哲醫師也批評：「賤人就是矯情」嘛，誰叫你下台，這種事情為什麼你要自己表態下台，解決問題才是問題。[183]高華柱與李翔宙感嘆，高華柱自己以前在成功嶺任職時，相當注重中暑預防，曾創下四年「零中暑、零死亡」的紀錄；任國防部部長以後，更是像傳教士一般，天天宣導「防中暑」，而李翔宙則是強調要盡可能的拯救官兵與他們的基本權益，也親自提供個人手機號碼與創建官兵專屬的投訴部落格，並強調，只要我能救多少兵我就去救，除此之外，李翔宙在陸軍司令任內更是推動全面式的陸軍內部改革，甚至引進許多美軍的帶兵方式，以及積極舉辦全軍幹部座談，與過去幾位司令僅專注於戰訓完全不同；現在發生洪仲丘事件，對他們兩位來說是個非常大的諷刺。[184]

- 7月18日 國民黨團上午開記者會，藍委楊瓊瓔震怒痛批 立法院國民黨團舉行「查真相道歉咎責賠賞」記者會。 （页面存档备份，存于）

- 7月20日總統馬英九到臺中市后里區洪下士家拈香致意，並表示：「這案子管定了」，但對家屬提出「希望由公正的第三方介入調查，而非由軍方一手遮天」的訴求，馬卻說「不方便」，而後知名作家張大春，在臉書上痛罵馬英九，張大春給馬英九：「刻薄寡恩，畏葸（音同「喜」，畏縮的樣子。）無情，假譎失能」十二個字，並氣憤表示，「就在洪仲丘怒罵『台語國罵』而休克的同時，馬傻說的是：『拜託拜託！』（指馬忙於競選國民黨主席），我說這就是人渣治國！」除了不少網友回應大表贊同之外，知名音樂人許景淳也分享了這篇文章，並發文表示「政『腐』令人不寒而慄～，對這個政府，應該是我們全體公民睜眼盯著管定了。」她甚至連寫三次「我們全體公民睜眼盯著管定了！」，來表達眾人的不滿。[185]

- 7月22日，國民黨立法委員林郁方，質疑禁閉室關的大多是義務役士官兵，跟志願役與義務役的人數比例差很大。[186]

- 7月22日，資深電影製片人梅長錕對網友踢爆軍中陋習弊病相當不以為然，認為「把軍人羞辱成這樣，對社會有什麼好處？」，並說到打仗時還不是要靠軍人。又點名九把刀批評國防部，臉皮很厚，根本是無知，「他只拍好一部片，就以為能插手天下事？我們拍了50多部片呢！」但九把刀認為這是每個身為公民應有的責任與義務，不理會梅長錕的發言，繼續面對國防部，一切都是為了軍隊好。[187]

- 7月25日，民進黨立法委員蔡煌瑯表示，民間對洪仲丘案調查過程表達不滿，除凸顯軍檢制度的不透明外，也發現人民對「軍事審判」表達不信任。為呼應民意及大法官解釋釋字436號文，蔡於立法院臨時會時，提案修正「軍事審判法」第一條之適用範圍，讓現役軍人在非戰時犯罪的案件，回歸到一般司法機關審理。[188]

- 7月26日，臺中市長胡志強赴洪家慰問，胡認為政府需要成立「專案小組」，由公正第三方參與，而非軍方單獨查案，他表示：「事件一開始國防部沒有立刻公布真相，所以產生很多誤導，洪案再拖下去是『自殘殘人』，傷害家屬的心、傷害國人對政府的信任。協同調查未必是轉移調查權，軍檢署、高檢署，甚至特偵組合作，可以增加社會信心，早一點讓第三方參與，對國家有甚麼不好？」[189]

- 7月27日，廣大興案遭菲律賓海巡署殺害的小琉球漁民洪石成長女洪慈綪，到臺中洪下士家，為洪下士之姊洪慈庸加油打氣，兩人溫暖相擁。洪慈綪表示：要加油，這條路我們也走過，一定要繼續堅持到底，雖然時間久了會有些負面消息出來，但家屬一定要堅持，因為我們沒有做錯，雖然真相不是一兩天可以得到，只要堅持就沒錯。[190]同日前任副總統呂秀蓮、民進黨主席蘇貞昌也赴洪家弔唁。呂秀蓮痛批總統馬英九當時只忙著選黨主席，連續說三次要馬英九「下詔罪己」；蘇也質疑洪案官官相護，是馬英九沒有要求。洪家親屬則是抱怨，桃檢雖已經介入，但擔心證據在第一時間已被竄改，偵破難度高。[191]

- 7月28日，名嘴陳揮文對洪姊姊不以為然，說：「該處理的都處理了，旅長要拔也拔了，不然是要怎樣？」「講國防部抹黑、有奧步，有甚麼証據？」[192]有民眾在臉書社團留言表示對死者姊姊已經開始覺得厭煩，甚至表示「妳她X到底想怎樣....妳乾脆找解放軍出面好了.......」下方也隨即有人留言附和，暗指洪仲丘體能不好、不寫莒光作文簿、洩漏軍機、以上犯下都沒責任，難道是紅衛兵的臥底？[193]洪姊姊對這些批評回應：她知道陳一直在批評她與洪家；她強調，不能要求大眾都站在家屬角度來看這件事，家屬願接受批評，只希望大家能夠體諒家屬、多給一些空間。她說，對於負面批評，洪家會調適心情，洪姊姊說：「屏東洪大姊（廣大興案罹難漁民洪石成之女洪慈綪）有鼓勵過我，對的事就堅持下去，我們只是要真相。」陳揮文的發言亦引發許多網友反彈[194][195]。

- 7月30日，記者董智森也支持陳揮文的批評，說：「我很多朋友看法跟陳揮文一樣，全台灣都在消費洪仲丘，連受害家屬也在消費洪仲丘，台灣社會還有是非嗎？」、「受害者家屬講什麼都對，錯的都是馬英九，受害家屬有將心比心嗎？」[196]

- 7月30日，銀正雄以「洪案真相，臺灣鬧狂犬病」為題，質疑洪仲丘姊姊既然要尋求真相，為何受訪時總要「化上美妝，再蒙上半個臉？」[197]

- 7月31日，前民進黨主席蔡英文拜訪洪家，表示政府要負最大責任，因為政府一直試圖掩飾真相。蔡英文說，這個事件社會的評論非常多，但基本上都是不滿政府處理的態度，現在看到的是不肯坦白、誠懇面對社會質疑的政府，一直試圖想掩飾一些事，但她要提醒政府，「這是很嚴重的」。蔡英文說，過去有很多年輕子弟從軍時發生事情，她希望洪仲丘的事是最後一件，從現在開始大家聚焦在此，給政府壓力，要求改革，同樣的事不要再發生。[198]

- 7月31日，軍檢公布偵結起訴書，反指死者違規才引起士官眾怒而被關。有網友改編周星馳電影《威龍闖天關》，取用宋世傑在衙門中把「原告變被告」的劇情，替洪抱不平，吸引網友熱烈轉載。[199]

- 7月31日，對於陳揮文和董智森的言論，其他名嘴和社會人士多不表示贊同，周玉蔻批陳揮文心理變態[200]，馬西屏則不願隨兩人起舞[201]，彭華幹則認為陳揮文的發言讓社會氛圍對他不利，九把刀則說認真回覆陳揮文的言論是浪費時間[202]，白冰冰則表示媒體是要提供幫忙而非在受害者家屬的傷口抹鹽，朱學恆則嘲諷陳揮文和董智森及另一位挺軍方言論的唐湘龍封為新時代三寶[203]。

- 8月5日，「高級外省人事件」主角郭冠英認為根本國防部不應該道歉，並同情范佐憲罪太重，「他罪重到要腳鐐、手銬嗎？好像要去上刑場一樣，需要這樣嗎？」[204]

- 8月6日，再生受刑人服務中心社長董念台到臺北地檢署告發洪姊姊及公民1985行動聯盟成員涉嫌違反《組織犯罪防制條例》，說1985聯盟脅迫政府廢除軍法，恐造成國軍未來無法訓練士官兵。至於洪仲丘父母年事已高，就不提告。對此網友將董念台的行為嘲諷是在作秀，而當事人洪姊姊則對董念台的行為不表示任何意見[205]。

- 8月9日，新黨主席郁慕明在臉書說：「那麼一個義務役男入伍當兵大半年，增胖近30公斤，說明了什麼問題？軍隊究竟是管教過當，還是訓練不嚴呢？」日前也多次PO文呼籲洪仲丘案檢討懲處不應民粹，連與本案根本毫不相干的陸軍司令李翔宙都被記申誡，是株連九族[206]。

### 證人反應
- 2013年7月15日法醫高大成在參與解剖洪仲丘下士遺體後曾經表示，洪下士是被操練到熱衰竭致死，更直言「用生命保證絕非如此單純」，研判軍方最少延誤送醫超過兩天以上[207][208]，但這些揭露性的發言，也引來麻煩。7月22日高大成在《新聞挖挖哇》節目自爆：有人警告他說，「搭高鐵最好不要靠近月臺，有人假裝酒醉把你推下去，就很倒楣；開汽車出門最好開好一點的車，坐車不要坐前座，比較危險，你要小心一點！」人身受威脅，讓他的日本籍配偶擔心到哭了一整晚，高大成一度哽咽表示：「這次事情之後，我不要管閒事了，我太太很可憐，是位日本人，在臺灣無親無故，難道真的要她一個人抱我的骨灰罈回日本？」高大成最近亦發現手機有嚴重回音，懷疑手機被監聽[209][210]，但高自始至終仍未能提出任何證明被監聽的證據。

- 7月18日，洪仲丘同袍劉烜揚在律師蔡易餘陪同下前往高等軍事法院檢察庭說明案發經過。庭前，劉烜揚說：「醫官是唯一要救洪仲丘的人，重點在范佐憲那些人。」強調曾親耳聽到連長徐信正說過，副旅長何江忠打電話給徐說:「如果不關洪，我就關你」等語。[211]劉也曾經爆料疑似放高利貸的范佐憲惡行，立法委員蔡其昌證實，接到「高利貸業者」爆料稱有人要「處理掉」劉烜揚。同時，劉烜揚近日也接到沒有顯示號碼的電話，而且最近講電話回音很重，懷疑被竊聽。[212]壹電視實際詢問劉烜揚，他也說，軍方一直承諾會提供安全保護，但根本沒有。[213]

### 民間輿論反應
民眾紛紛湧上街頭表達其訴求理念，雖貴為民主力量之展現，然而也被指出為政治要挾人民之意識。

#### 白宮請願
2013年7月12日，有網友上美國白宮的請願網站「We The People」請願，指出台灣有一名軍人因為熱衰竭死亡，台灣政府有嚴重人權缺失，希望美國政府能對洪仲丘案表達看法。

#### 民眾遊行與追悼
由於偵查進度未符合輿論期待，以及總統府承諾優先把「凌虐部屬」移交一般司法即將跳票，故8月3日在凱道發起二次遊行，據主辦單位發佈的資料，遊行人數達25餘萬人（北市警局統計為11萬人，CNN依規模估算為10萬人），是自2006年倒扁活動以來規模最大的公民運動，有台灣媒體為該次遊行命名為凱道八月雪，除台灣媒體之外，更引起國際媒體的關注，如遊行當天晚上〈台灣時間〉BBC將該次遊行的報導置於亞洲版的首頁。

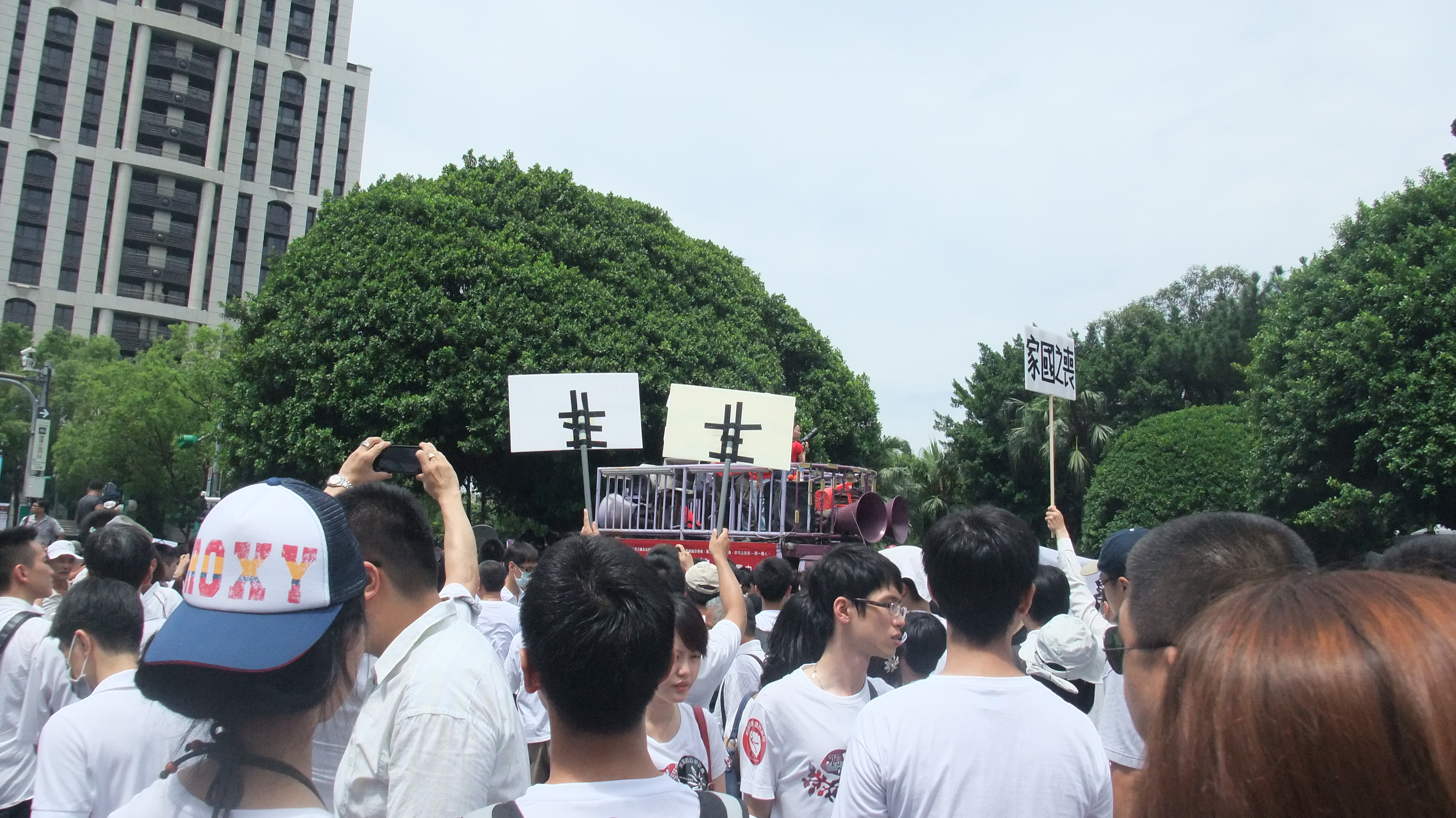
2013年7月20日上午的抗議活動。
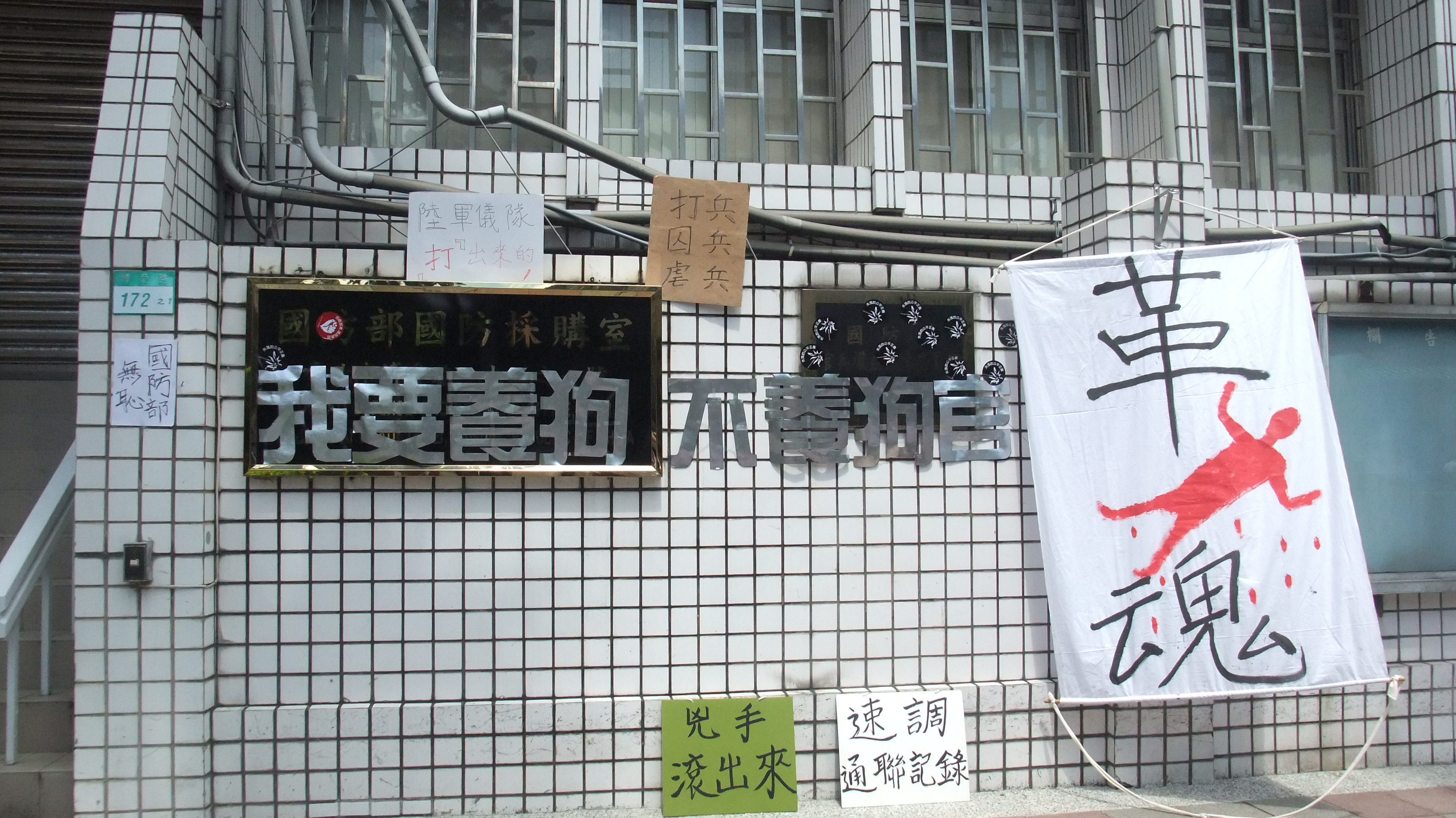
7月20日上午的抗議一景。
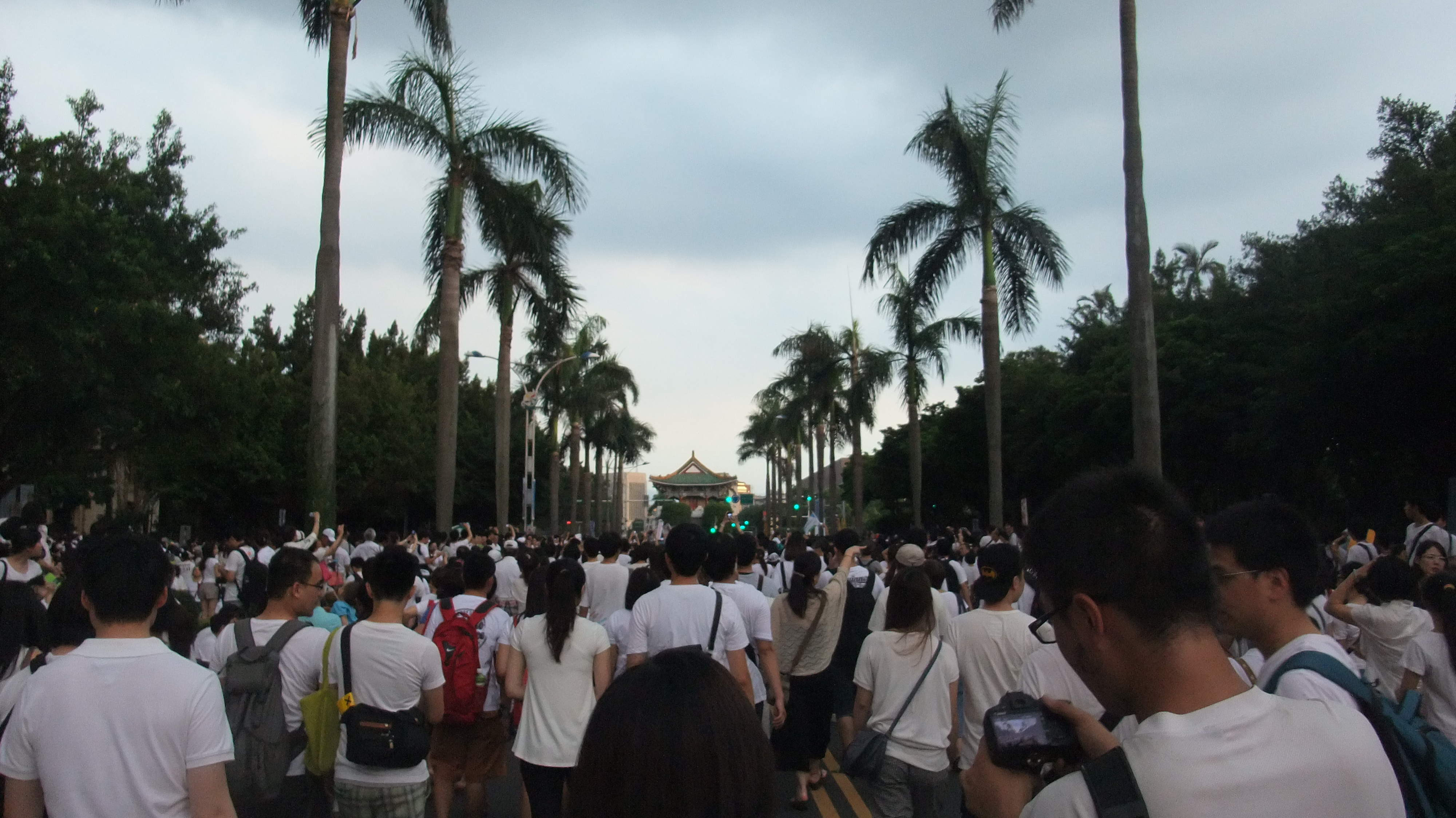
8月3日下午，群眾湧入凱達格蘭大道。
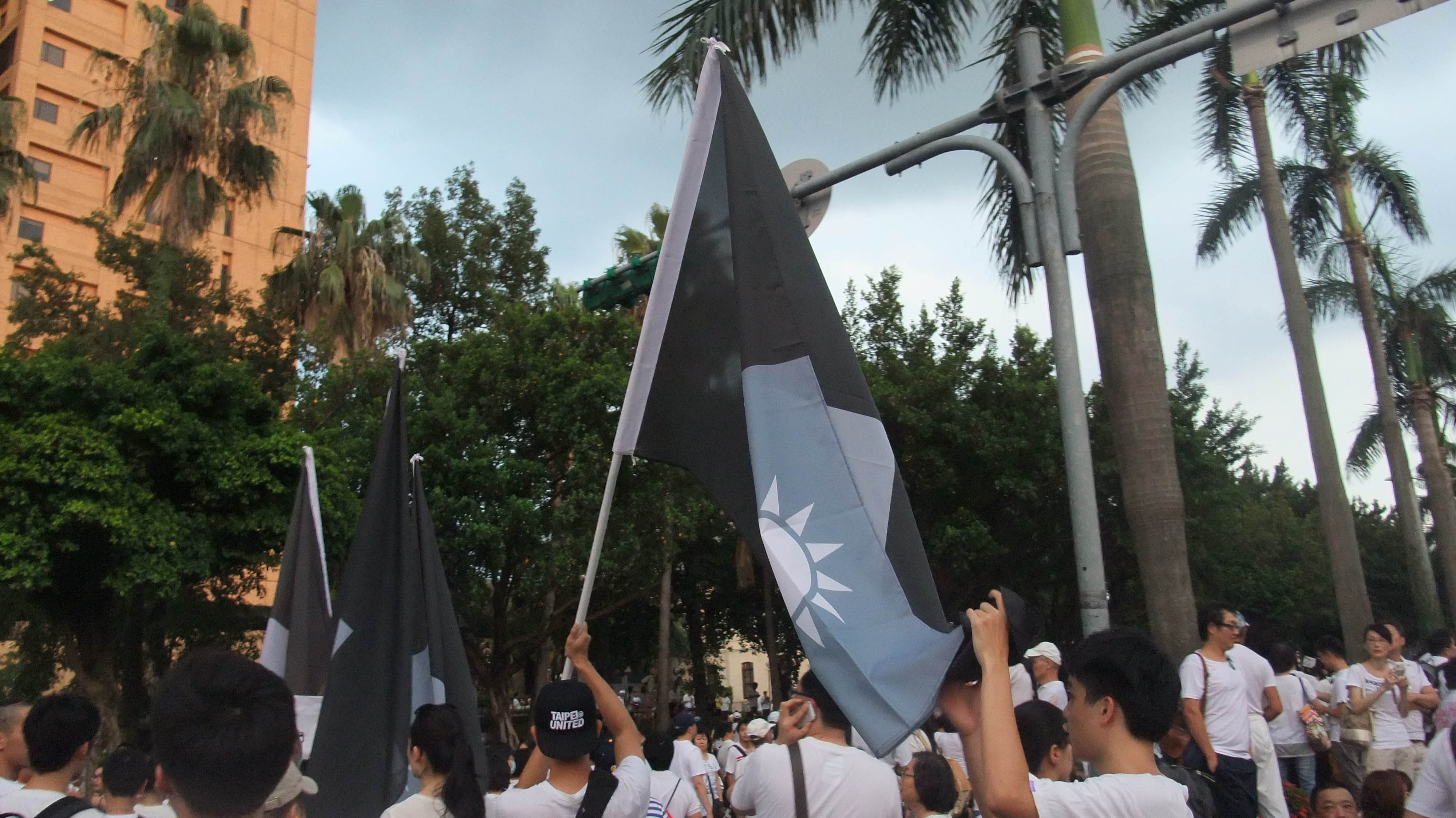
8月3日下午，白衫軍攜帶改過的國旗。
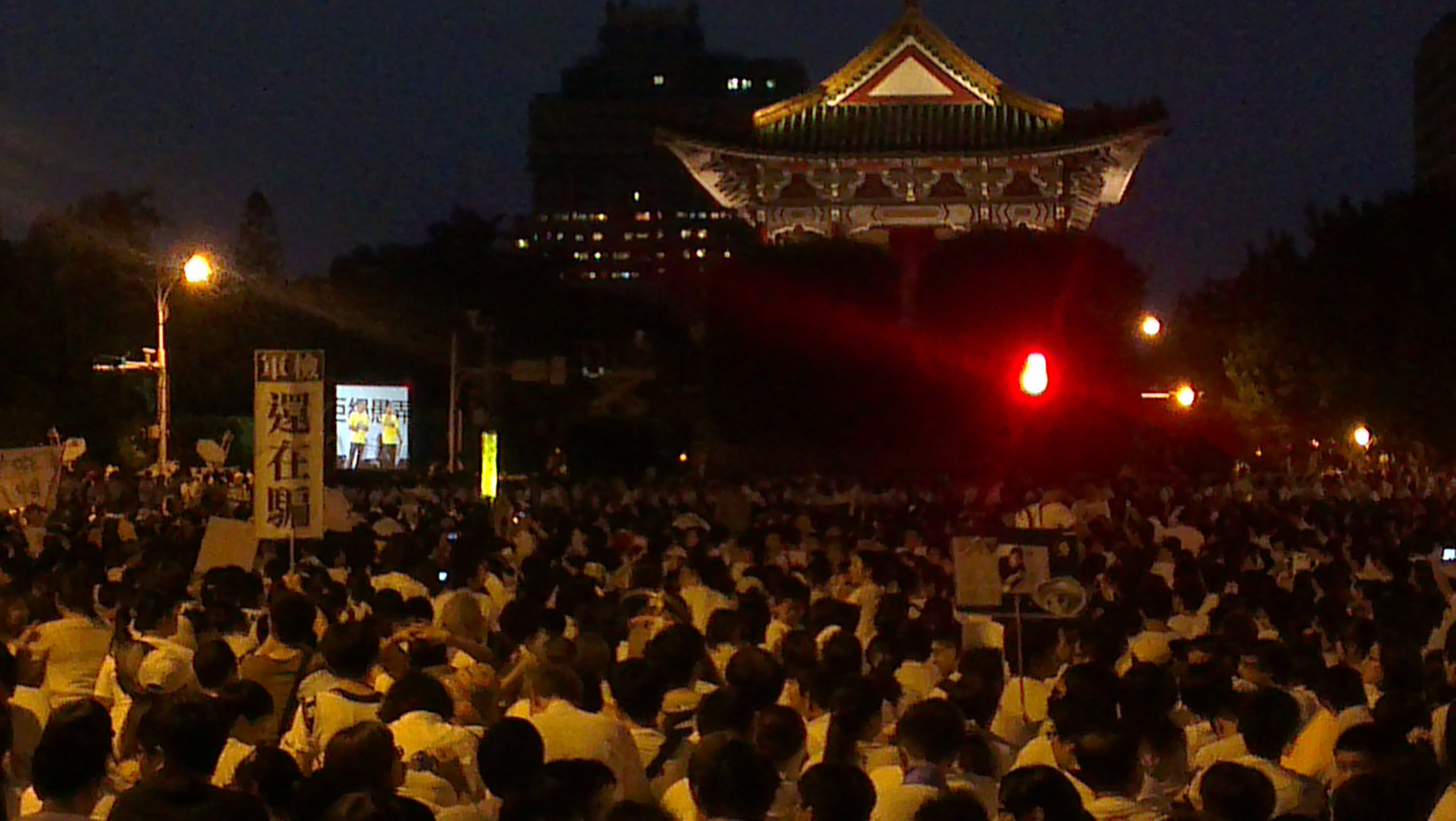
8月3日下午，在凱達格蘭大道舉辦「萬人送仲丘」晚會。

當日21點40分左右，行政院長江宜樺舉行臨時記者會對公民1985行動聯盟提出訴求做出4點回應，包括成立行政院軍事冤案申訴委員會，接受社會各界對歷年冤案重啟調查的訴求，並主動過濾過去軍事審判疑義案件。推動修正軍事審判法、在承平（非戰爭）之時期，軍法機關審理移至普通司法機關。
但關於公民1985行動聯盟「啟動特偵組偵查洪仲丘案」的訴求，江宜樺再度表示，軍人觸犯《陸海空軍刑法》，法律規定須由軍事法庭審判，不屬於特偵組的職權。但最後，軍審法三日內正式修法通過，承平（非戰爭）時期軍法移由司法。

#### 總統馬英九回應
- 2013年7月24日，總統馬英九首次對本案發表公開談話[219]
- 2013年8月4日，總統馬英九二度前往洪仲丘家中並參加告別式弔唁，隨後與洪家家屬溝通
- 2013年8月7日，總統馬英九再次對本案發表談話[220]

## 後續

### 國軍懲罰制度改革
禁閉制因此轉變，而統稱為「悔過」，「禁閉室」亦更名為「悔過室」，其作息制度為：每天只操1小時徒手基本教練、1小時體能活動、6小時上法治教育課程、另外還包括其他8小時的各類活動及8小時的睡眠，悔過室環境亦在2013年底即全部整修完畢，有大變革：新的悔過室分「住宿區」及「浴廁」，且採實體隔離，每人空間可使用空間為6平方公尺，且一人設一張床舖，並要求管理人員不得將受悔過人員視為犯人，以維護其基本權利。然而自洪仲丘事件後，至今無士官兵被送往禁閉（悔過）室，有高階將領不諱言，若被送悔過的士官兵有三長兩短，經不起第二次洪仲丘事件。

2015年4月21日立法院三讀通過被稱為「洪仲丘條款」的《陸海空軍懲罰法修正案》，修正案除廢除「禁閉」之外，官兵的「檢束」也予以刪除，並對於不同階級增列了降級、降階、減薪等懲罰，此外更要的是，增設了國軍人員對於撤職、降階、降級、罰薪及悔過之處分不服時，得依法提出訴願、行政訴訟，悔過處分執行期間人身自由遭拘束，得向法院提出異議並準用提審法規定處理。比起軍隊以往僅有單一申訴管道，多了一個較透明且獨立的窗口。

### 軍事審判回歸普通司法體系
2013年8月6日立法院三讀通過修正「軍事審判法」第1條、第34條和第237條。現役軍人非戰時，若觸犯「陸海空軍刑法」的長官凌虐部屬罪、以強暴、脅迫、恐嚇或其他不正方法阻撓部屬請願，以及犯殺人、性侵害等罪者，都將移至一般司法機關追訴、處罰 。包含凌虐罪、不應懲罰而懲罰罪、阻撓部屬陳情罪等案，將自軍審法修法公告後，立即從軍法機關移轉到一般司法機構偵辦，至於其他案件將在公告後5個月後施行 。這意味著在平時（非戰時），中華民國的軍事案件將回歸由普通法院設立軍事法庭進行審理，結束軍事案件一直以來均由國防部所設立的軍事檢察署、軍事法院偵查、審理的狀態。不過要特別注意的是，「軍事審判法」、「陸海空軍刑法」等軍法均仍繼續存在並未廢除。
隨著第二階段的案件和受刑人、收容人於2014年1月13日全面移交給普通法院和法務部矯正署，中華民國的軍事監獄及軍事看守所正式走入歷史，而軍事法院及軍事法院檢察署平時僅處理刑事補償案件。
2025年3月13日，總統賴清德宣布，為了強化民主韌性與國家安全，恢復軍事審判制度，讓軍法官回到第一線，與檢調司法機關共同協力，處理現役軍人涉犯叛亂、利敵、洩密、廢弛職務、抗命等軍事犯罪刑事案件。

### 姊姊投入政界
事件發生後，姊姊洪慈庸投身政治。2015年加入政黨時代力量，2016年當選第九屆立法委員（臺中市第三選舉區包括后里大雅潭子神岡），任期到2020年1月31日。

### 被告的後續動向
沈威志一度成為司令部委員，相當於閒職，裝甲部隊遺缺北辰升任。
2017年3月16日，洪家父母與除了堅持無罪的沈威志以外之6名被告達成和解並請求法官從輕量刑。
2018年3月16日，國防部發佈人事調動，因洪仲丘案遭凍4年半、年初無罪定讞的前陸軍542旅長沈威志受命代理陸軍司令部計畫處長。

## 外部連結
- 洪仲丘死亡案軍方結案報告 （页面存档备份，存于）
- 中華民國國防法規資料庫
- 軍事法院檢察署起訴書節本

## 延伸閱讀
- 軍隊集體霸凌的社會學分析：從洪仲丘死亡談起 | 巷仔口社會學 （页面存档备份，存于）
- 分析：洪仲丘案為何會在台灣引起民憤？ - BBC 中文网 （页面存档备份，存于）